# Частотна область

Перетворення Фур'є зв'язує функцію в часі, яка відображається червоним кольором, зі спектром частот, яка показана синім кольором. Складові компоненти сигналу і їх розподіл по частотному спектру представлені у вигляді піків в частотній області.

В електроніці, техніці системного управління, статистиці, поняття частотна область відноситься до аналізу математичних функцій або сигналів по частоті, а не в часі. Простіше кажучи, у часовій області графіку (справа) показана динаміка змін сигналу з плином часу, в той час як в частотній області графік показує, скільки сигналу лежить в межах кожної заданої смуги частот у діапазоні частот. В частотній області можна також подати інформацію про фазовий зсув, який повинен бути застосований до кожної синусоїди для того, щоб мати можливість рекомбінації частотних складових для відновлення повного вихідного сигналу у часі.
Ймовірно, найбільш поширеним видом аналізу сигналів є перетворення Фур'є. Сигнал, як функцію від часу, за допомогою перетворення Фур'є переводять в частотну область для отримання спектра частот сигналу.
Часова область є кращою для багатьох вимірів, а для деяких є єдино можливою. Приміром, тільки у часовій області можна виміряти тривалість фронту і спаду імпульсу, викиди і биття.
У частотної області є свої плюси в плані вимірювань. Частотна область набагато зручніша для визначення гармонічного складу сигналу. Ті, хто займається бездротовим зв'язком, дуже зацікавлені у визначенні позасмугового і паразитного випромінювання. Наприклад, стільникові радіосистеми повинні перевірятися на наявність гармонік несного сигналу, які можуть вносити перешкоди в роботу інших систем, що оперують на тій же частоті, що і гармоніки. Інженери і техніки також часто стурбовані спотворенням повідомлень, що транслюються з модуляцією несного сигналу. Інтермодуляція третього порядку (тобто дві складові складного сигналу, які модулюють один одного) може заподіяти багато клопоту, оскільки компоненти викривлення можуть потрапити в
непередбачувану смугу частот і не будуть належним чином відфільтровані.
Спостереження за спектром — ще одна важлива сторона вимірювань в частотній області. Державні
регулюючі структури розподіляють різні частоти для різних радіо-служб: телевізійне та радіомовлення, стільниковий зв'язок, зв'язок правоохоронних органів та рятувальних служб, а також безліч інших організацій та програм. Вкрай важливо, щоб кожна служба працювала тільки на призначеній для неї частоті і залишалася в межах виділеної смуги каналу. Передавачі та інші випромінювачі найчастіше можуть працювати на дуже близько розташованих сусідніх частотах. Для підсилювачів потужності та інших компонентів таких систем ключовим параметром для вимірювання є кількість енергії сигналу, яка просочується в сусідні канали і породжує інтерференцію.